# Edsborgs IP
Ej att förväxla med den närbelägna borgruinen Ekholm, som felaktigt kallas Edsborg i Suecia antiqua et hodierna.
Edsborgs IP är en idrottsplats i Trollhättan. Den ligger öster om E45 och används som hemmaarena för FC Trollhättan och Trollhättan Friidrottsklubb.  Arenans publikrekord är 10 591 åskådare och sattes den 27 maj 1975 i  division 2-matchen (näst högsta serien på den tiden) Trollhättans IF - IFK Göteborg.

## Planer
A-plan
Naturgräsplan med internationella mått 65 x 105 meter. Konstbevattnad och elbelyst.
B-plan
Naturgräsplan med måtten 60 x 100 m. Används bland annat till fotbollsträning för Trollhättans kommuns fotbollsgymnasium.
C-plan
Konstgräsplan med måtten 65 x 105 meter. Används för träning och matcher.

## Friidrott
På Edsborgs IP finns sex löparbanor med allvädersbeläggning. Omkretsen är 400 meter. Det finns även plats för bland annat hinderlöpning, spjut och stavhopp. Övriga gräsytor används bland annat till boccia för funktionshindrade.